# Sandra Mason
Sandra Mason (ur. 17 stycznia 1949) – barbadoska polityk i sędzia, pełniąca obowiązki gubernatora generalnego od 30 maja 2012 do 1 czerwca 2012, ósma i ostatnia gubernator generalna Barbadosu od 8 stycznia 2018 do 30 listopada 2021, pierwsza prezydent Barbadosu od 30 listopada 2021.

## Życiorys
Urodziła się w 1949. Zdobyła wykształcenie prawnicze i rozpoczęła pracę w zawodzie. Pracowała jako urzędnik w Sądzie Najwyższym oraz adwokaturze. Zajmowała stanowisko sędziego Sądu Najwyższego Organizacji Państw Wschodniokaraibskich oraz sędziego Sądu Apelacyjnego Barbadosu.
30 maja 2012 roku przejęła na trzy dni obowiązki gubernatora generalnego na czas przygotowań do ceremonii zaprzysiężenia dotychczas pełniącego obowiązki Elliota Belgrave. Pełniła je do 1 czerwca 2012 roku.
27 grudnia 2017 roku została mianowana gubernatorem generalnym Barbadosu. Funkcję objęła w dniu 8 stycznia 2018 roku.
W 2020 roku podczas wygłoszonej mowy tronowej, napisanej przez premier Barbadosu ogłosiła zamiar usunięcia Elżbiety II z funkcji głowy państwa Barbadosu do końca listopada 2021 roku i tym samym proklamowania republiki parlamentarnej.
W sierpniu 2021 roku premier Mia Mottley ogłosiła, że Sandra Mason 30 listopada 2021 zostanie zaprzysiężona na pierwszego prezydenta Barbadosu.